# Fonction Carotid–Kundalini

Fonction Carotid-Kundalini pour :
' n=1
' n=2
' n=5
' n=8

Graphe de la fonction Carotid-Jundalini pour différentes valeurs de n.

La fonction Carotid-Kundalini {\displaystyle CK_{n}}est définie pour tout entier relatif n et pour tout réel x compris entre -1 et 1 par :
{\displaystyle CK_{n}(x)=cos(nx\arccos(x))}
La fonction cosinus étant paire on a {\displaystyle CK_{n}=CK_{-n}}

## Fractale

Fractale Carotid-Kundalini.

La fonction Carotid-Kundalini est directement associée à la fractale Carotid-Kundalini, qui s'obtient en empilant le graphe de la fonction pour différentes valeurs de n.
Elle est composée de trois régions nommées par Clifford Pickover :
- La "vallée fractale" (Fractal Valley), pour x compris entre -1 et 0. C'est dans cette région que l’empilement des graphes des fonctions semble adopter un comportement fractal ;
- La "montagne gaussienne" (Gaussian Montain), la zone centrale, pour x ≈ 0 ;
- Les "terres de l'oscillation" (Oscillation Land), pour x compris entre 0 et 1.